# José Gonzalvo
José Gonzalvo Falcón ou Gonzalvo II (Mollet del Vallès, 16 de janeiro de 1920 - 31 de maio de 1978) foi um futebolista e treinador espanhol.

## Carreira
José Gonzalvo fez parte do elenco da Seleção Espanhola de Futebol da Copa do Mundo de 1950, ele fez cinco partidas.